# Angela Kinsey
Angela Faye Kinsey (Lafayette, Luisiana; 25 de junio de 1971) es una actriz estadounidense. Se hizo mayormente conocida por su papel de Angela Martin en la serie de NBC, The Office.

## Biografía
Kinsey nació en Lafayette, Luisiana. Cuando tenía dos años, su familia se mudó a Yakarta, Indonesia, donde su padre trabajaba como ingeniero de perforación. Vivieron allí durante doce años, y asistió a la Escuela Internacional de Yakarta. Su familia regresó a Estados Unidos y se establecieron en Archer City, Texas.
Kinsey estudió Inglés en la Universidad de Baylor, donde se convirtió en miembro de la fraternidad Chi Omega, "tomó clases de teatro como sea posible", y participó en el programa "Baylor en Londres". En una entrevista en 2007 con el periódico estudiantil de Baylor, habló sobre la influencia de sus años en la universidad:

"Era el lugar perfecto para mí para crecer en lo que soy y tener el sistema de creencias que tenía y lo incorpore a mi vida. Fue un gran lugar para ir a la escuela".

Kinsey fue un pasante de la NBC en el talk show The Tonight Show with Conan O'Brien, que describió como "increíble" la experiencia. Ha trabajado para el grupo del baterista Max Weinberg. La experiencia inspiró a Kinsey a tomar un viaje con un amigo de Nueva York a California.
Se casó con Warren Lieberstein el 18 de junio de 2000. Él es el hermano de Paul Lieberstein, quien interpreta a Toby Flenderson en The Office. Ella dio a luz a su primer hijo, Isabel Rubí Lieberstein, el 3 de mayo de 2008.
El 18 de febrero de 2009, la revista Us Weekly reportó que Kinsey y su esposo se habían separado. Su representante dijo que los dos siguen siendo amigos. En junio de 2010, se anunció que Kinsey había pedido el divorcio, citando "diferencias irreconciliables".
Su abuela, Lena May, dijo que no ve The Office porque siente que el protagonista Michael Scott, interpretado por Steve Carell, es "demasiado vulgar". Kinsey, dijo, "Ella me dice, 'cariño, estamos muy orgullosos de ti, estoy orgullosa de ti, pero no me importa la serie y no deseo verla".
Kinsey es presbiteriana y asiste a Iglesia Presbiterana Bel-Air.
El Personaje de Angela en The Office alimenta a los gatos salvajes en el estacionamiento, en la vida real apoya a Alley Cat Allies, una organización de defensa sin fines de lucro dedicada a la transformación de las comunidades para proteger y mejorar las vidas de los gatos.

## Carrera

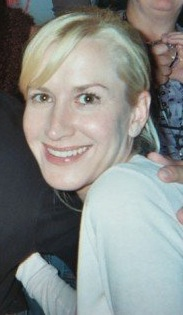
Angela en 2007.

Después de graduarse de la Universidad de Baylor en 1993, tuvo una pasantía en Late Night with Conan O'Brien, trabajando con Max Weinberg. Después se mudó a Los Ángeles y tomó clases de improvisación con The Groundlings y en iO WEST (anteriormente conocido como "Improv Olympic West").
Luego de iO West, fue una operadora en 1-800-Dentist e hizo pequeño episodio de una apariciones en comedias diferentes. Ella interpretó el personaje "Angela" en dos episodios de "Rey de la colina".
A principios de 2005, audicionó para el papel de la recepcionista Pam Beesly para la versión americana de The Office. Los productores le dijeron que estaba "un poco demasiado enérgica de Pam", y fue llamada de nuevo a una audición para el papel de Angela Martin, el cual ganó. Ella también apareció en Monk como una asesina llamada Arlene Boras en Mr. Monk y el hombre desnudo (2007) y caso 100 del señor Monk (2008).
En junio de 2007, Kinsey compartió el Premio Emmy Daytime "Programa de internet - Comedia", por su trabajo en The Office: Accountants (contadores), que es una serie de episodios que son transmitidos por internet.
Angela es una de varios miembros del elenco de The Office en tener un papel en License to Wed, una película dirigida por Ken Kwapis, que a menudo dirige episodios de The Office.
Desde el verano de 2011 es la nueva vocera de productos para el cabello Clairol, apareciendo en anuncios de televisión para n Easy de Clairol Nice 'n Easy.

## Filmografía
| Año       | Título                                 | Rol                              | Notas                                                                   |
| --------- | -------------------------------------- | -------------------------------- | ----------------------------------------------------------------------- |
| 1998      | Step by Step                           | Simone                           | Participa de un episodio.                                               |
| 1997-2002 | King of the Hill                       | Angela                           | Participa de tres episodios.                                            |
| 2003      | Run of the House                       | Maxine                           | Participa de un episodio.                                               |
| 2003      | All of Us                              | Blanch Whitefish                 | Participa de un episodio.                                               |
| 2004      | Career Suicide                         | Tammy                            | Película.                                                               |
| 2005-2011 | The Office                             | Angela Martin                    | Participa de 148 episodios.                                             |
| 2006      | The Office: The Accountants            | Angela Martin                    | Serie de internet de 10 episodios, participó en todos.                  |
| 2007      | License to Wed                         | Judith, secretaria de la joyería | Película. Trabaja con Robin Williams y con su compañero John Krasinski. |
| 2007      | Monk                                   | Arlene Boras                     | Episodio "Mr. Monk and the naked man".                                  |
| 2008      | Monk                                   | Arlene Boras                     | Episodio "Mr. Monk's 100th case".                                       |
| 2008      | The Office: The Outburst               | Angela Martin                    | Episodio "The Explanation".                                             |
| 2009      | A Temporary Life                       | Rachel                           | Película para TV.                                                       |
| 2009      | Tripping Forward                       | Jennifer                         | Película.                                                               |
| 2010      | The Office: The Mentor                 | Angela Martin                    | Serie.                                                                  |
| 2010      | Furry Vengeance                        | Felder                           | Película.                                                               |
| 2011      | The Late Late Show with Craig Ferguson | Geoff Peterson                   | Serie.                                                                  |
| 2012      | Struck by Lightning                    | Asesora                          | En pre-producción.                                                      |
| 2013      | Wilfred                                | Heather                          | 1 episodio (Uncertainty).´                                              |
| 2014-2015 | The Hotwives                           | Crystal Simmons                  | Serie.                                                                  |
| 2016-2017 | Haters Back Off                        | Bethany                          | Serie.                                                                  |
| 2016      | Hot Bot                                | Candy Huffington                 | Película.                                                               |
| 2018      | Half Magic                             | Eva                              | Película.                                                               |
| 2019      | Tall Girl                              | Helaine Kreyman                  | Película.                                                               |
| 2020      | Yo nunca (serie)                       | Vivian                           | Serie.                                                                  |